# 稲富栄次郎
稲富 栄次郎（いなとみ えいじろう、1897年（明治30年）9月7日 - 1975年（昭和50年）12月30日）は、日本の哲学者、教育哲学者。上智大学名誉教授。学位は文学博士（広島文理科大学）。広島高等師範学校、東北帝国大学卒業。福岡県出身。

## 来歴
1897年（明治30年）9月7日 福岡県浮羽郡に生まれる
1924年（大正13年）3月7日 広島高等師範学校文科第二部卒業　3月31日 山口県女子師範学校教諭（1926年（大正15年）4月27日まで）
1929年（昭和4年）3月26日 東北帝国大学法文学部哲学科卒業　3月31日 兵庫県立第一神戸中学校教諭（1931年（昭和6年）3月31日まで）
1931年（昭和6年）3月31日 広島文理科大学・広島高等師範学校講師　9月28日 広島高等師範学校教授
1933年（昭和8年）3月31日 広島文理科大学助教授兼、広島高等師範学校教授
1941年（昭和16年）12月27日 広島文理科大学教授
1944年（昭和19年）9月30日 同大学教育学科長
1946年（昭和21年）9月27日 文学博士の学位を受く
1947年（昭和22年）10月25日 広島文理科大学教授退任、広島図書株式会社顧問（1951年（昭和26年）3月31日まで）
1951年（昭和26年）10月23日 上智大学文学部教授
1952年（昭和27年）4月1日 同大学文学部教育学科長（1966年（昭和41年）3月31日まで）
1953年（昭和28年）5月10日 学事視察のため西ヨーロッパ各国へ出張（同年10月27日まで）
1954年（昭和29年）9月25日 神戸大学教育学部教授（1957年（昭和32年）3月31日まで）
1956年（昭和31年）　2月10日 文部省・教育課程審議会委員（1957年（昭和32年）2月9日まで）5月1日 教育史学会理事（1974年（昭和49年）9月30日まで）12月1日 文部省・国語審議会委員（1958年（昭和33年）1月30日まで）
1957年（昭和32年）4月1日 上智大学文学部長（1967年（昭和42年）3月31日まで）5月3日 教育哲学会会長（逝去まで）9月13日 文部省・教育課程審議会委員（1958年（昭和33年）9月12日まで）
1958年（昭和33年）7月12日 日本教育学会常任理事（1974年（昭和49年）8月31日まで）11月1日 文部省・学術審議会学術用語分科会委員（1959年（昭和34年）3月15日まで）
1959年（昭和34年）3月24日 文部省・国語審議会委員（1961年（昭和36年）3月23日まで）4月1日 大学基準協会・教員養成制度研究分科会委員（1967年（昭和42年）6月30日まで）
1960年（昭和35年）4月30日 野間教育研究所評議員（逝去まで）
1961年（昭和36年）12月1日 文部省・教職員養成審議会委員（1966年（昭和41年）12月10日まで)
1962年（昭和37年）10月4日 文部省・教育課程審議会委員（1963年（昭和38年）10月3日まで）
1964年（昭和39年）3月1日 大学基準協会・専門教育研究委員会文学部関係分科会委員（同42年6月30日まで）
1967年（昭和42年）6月25日 世界教育日本協会副会長（1974年（昭和49年）12月20日まで）6月30日 大学基準協会・教員養成制度研究分科会委員（1969年（昭和44年）5月31日まで）
1968年（昭和43年）2月15日 文部省・学術審議会学術川語分科会専門委員（逝去まで）
1971年（昭和46年）3月31日 上智大学退職　4月1日 上智大学名誉教授　4月6日 上智大学大学院非常勤講師（逝去まで）、国士舘大学文学部教授（逝去まで）
1974年（昭和49年）9月1日 日本教育学会全国理事（逝去まで）　12月21日 世界教育日本協会会長（逝去まで）
1975年（昭和50年）12月30日 午前1時35分、急性骨髄性白血病のため日本大学医学部附属板橋病院で逝去。同日付をもって、従四位に叙せられ勲三等旭日中綬章を受けた。